# Marianne Furevold-Boland
Marianne Furevold-Boland (nacida el 23 de julio de 1972) es una jefa de programa y una personalidad de la televisión noruega. 
Furevold trabaja en la NRK,  ha sido presentadora del programa de Stand up! y actuó en la serie infantil de TV Huset med det rare i .
Ha sido ganadora del Premio de Radio para el mejor programa de radio de 2007, con el radio documental "Det er ikke jeg som skal straffes." En el otoño de 2012, fue guionista para la TV infantil en NRK Super. Actualmente es la productora en la popular y galardonada serie adolescente Skam acerca de los jóvenes en el Hartvig Nissens skole en Oslo.

## Trabajos en Televisión
- Huset med det rare i (1992-2004)
- Loftet med det rare i (1993)
- Boioioiing (2000)
- Uhu! (2001)
- Stå opp! (2001-2004 og 2011-2012
- Julemorgen (1997 og 2005)
- Beat for beat  (2007)
- NRK Supers Påskekrim (2012-2013)
- Popstokk (2012)